# Medlov (rybník)
Medlov je rybník v okrese Žďár nad Sázavou. Nachází se v katastrálním území obce Fryšava pod Žákovou horou. Jeho rozloha je 22 ha a leží v nadmořské výšce 710 m n. m.

## Historie
Rybník Medlov založil v polovině 16. století Vilém z Pernštejna. V roce 1934 bylo u rybníka vybudováno rekreační středisko lyžařským reprezentantem Leošem Stehlíkem. Ze střediska se později stala Zotavovna VIII. všeodborového sjezdu a dnes je zde známý a komfortní hotel.

## Geografie
Medlov se nachází v geomorfologickém celku Hornosvratecká vrchovina a podcelku Žďárské vrchy. Geologické podloží tvoří především migmatit a ortorula. Mezi půdami jsou nejvíce zastoupeny kambizemě, typické pro pahorkatiny. Okolí tvoří smrkové monokultury a rašeliništní louky s typickou květenou. Klima oblasti je typické pro nejvyšší oblasti pahorkatin, poměrně nízké teploty a vysoký úhrn srážek.

## Hydrologie
Hlavní přítok a odtok vody je zajišťován potokem Medlovka. Zdrojem vody jsou pak i malé přítoky ze zalesněného území. Nedaleko proti proudu Medlovky se nachází rybník Sykovec, další významný rybník této oblasti. Medlovka je pravostranným přítokem řeky Fryšávka, jejíž povodí bylo zařazeno do tzv. Zelené knihy Mezinárodní unie pro ochranu přírody a přírodních zdrojů (IUCN) jako chráněné území. Fryšávka ústí u obce Jimramov do Svratky jako pravostranný přítok. Svratka se poté vlévá do řeky Dyje, ta ústí do Moravy, která je přítokem Dunaje. Rybník Medlov se tedy nachází v úmoří Černého moře. Medlov (710 m n. m.) a Sykovec (724 m n. m.) jsou nejvýše položené rybníky celé Českomoravské vrchoviny.

## Rekreace

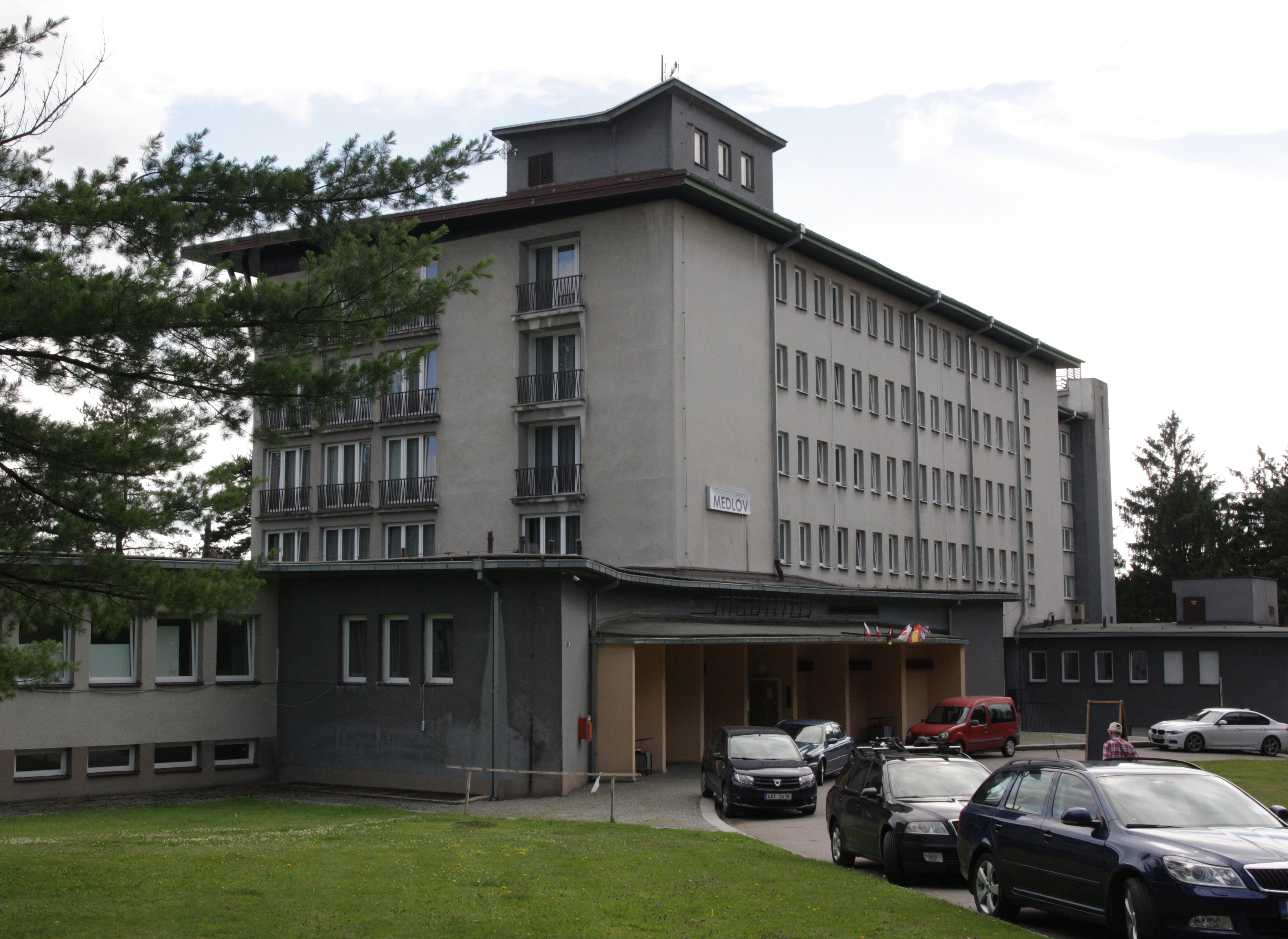
Hotel Medlov

U rybníka se nachází výše zmíněný hotel Medlov s restaurací a minigolfem. Dále se zde nachází autokemping a stánek s občerstvením. Rybník je vhodný ke koupání (u hotelu i autokempu jsou písčité pláže), i když někdy bývá problém s kvalitou vody (kvalitu pravidelně sleduje Krajská hygienická stanice ). Rozloha rybníka rovněž umožňuje provozovat windsurfing. Nedaleká obec Tři Studně (asi 1 km) nabízí také autokemp a velké množství hotelů, penzionů a restaurací.

## Okolí

### Obce
Rybník Medlov se nachází v CHKO Žďárské vrchy. Nedaleko leží obec Tři Studně, významné turistické centrum Žďárských vrchů. Další blízké obce Fryšava pod Žákovou horou a Kadov se v historii proslavily těžbou železné rudy a jejím zpracováním. Další významné obce v okolí jsou Studnice, nejvýše položená obec na Českomoravské vrchovině a Krátká s vesnickou památkovou rezervací. Největší města v okolí jsou Žďár nad Sázavou a Nové Město na Moravě.

### Vodstvo
Mezi další přírodní zajímavosti patří nedaleký rekreační rybník Sykovec a poněkud vzdálenější rybník Velké Dářko (rozloha 205 ha). V blízkém okolí je i několik studánek, například Stříbrná studánka (jeden z pramenů Svratky) nebo studánky Barborka a Vitulka, které posloužily jako inspirace pro kantátu Otvírání studánek od hudebního skladatele Bohuslava Martinů.

### Skály
Dalším významným rysem okolní krajiny je značný počet skal. Nejblíže se nachází Pasecká skála, dále pak Drátenická, Malinská nebo Lisovská skála. Nejznámější je pak Devět skal (836 m n. m.), nejvyšší bod Žďárských vrchů. Na těchto skálách jsou udržovány horolezecké cesty i volně přístupné vyhlídky.